# Natação no Campeonato Europeu de Esportes Aquáticos de 2022 - 800 m livre masculino
A prova dos 800 metros nado livre masculino da natação no Campeonato Europeu de Esportes Aquáticos de 2022 ocorreu nos dias 12 e 13 de agosto no Foro Italico, em Roma na Itália.

## Calendário
| Fase          | Data         | Hora  |
| ------------- | ------------ | ----- |
| Eliminatórias | 12 de agosto | 10:08 |
| Final         | 13 de agosto | 19:37 |

Todos os horários estão no horário local (UTC+1)

## Recordes
Antes desta competição, os recordes eram os seguintes:
|                       | Nadador              | Tempo   | Local   | Data                |
| --------------------- | -------------------- | ------- | ------- | ------------------- |
| Recorde mundial       | Zhang Lin            | 7:32.12 | Roma    | 29 de julho de 2009 |
| Recorde europeu       | Gregorio Paltrinieri | 7:39.27 | Gwangju | 24 de julho de 2019 |
| Recorde do campeonato | Gregorio Paltrinieri | 7:42.33 | Londres | 20 de maio de 2016  |

Os seguintes novos recordes foram estabelecidos durante esta competição. 
| Data         | Prova | Nadador              | Nacionalidade | Tempo   | Recordes              |
| ------------ | ----- | -------------------- | ------------- | ------- | --------------------- |
| 13 de agosto | Final | Gregorio Paltrinieri | Itália        | 7:40.86 | Recorde do campeonato |

## Medalhistas
| Ouro                       | Prata               | Bronze                |
| Gregorio Paltrinieri (ITA) | Lukas Märtens (GER) | Lorenzo Galossi (ITA) |

## Resultados

### Eliminatórias
Esses foram os resultados das eliminatórias.
| Pos. | Bateria | Raia | Nadador               | Nacionalidade | Tempo   | Notas |
| ---- | ------- | ---- | --------------------- | ------------- | ------- | ----- |
| 1    | 3       | 4    | Mykhailo Romanchuk    | Ucrânia       | 7:47.93 | Q     |
| 2    | 3       | 5    | Lukas Märtens         | Alemanha      | 7:48.38 | Q     |
| 3    | 2       | 4    | Gregorio Paltrinieri  | Itália        | 7:48.91 | Q     |
| 4    | 3       | 3    | Lorenzo Galossi       | Itália        | 7:49.08 | Q     |
| 5    | 3       | 6    | Damien Joly           | França        | 7:49.17 | Q     |
| 6    | 2       | 3    | Sven Schwarz          | Alemanha      | 7:49.30 | Q     |
| 7    | 2       | 5    | Gabriele Detti        | Itália        | 7:49.93 |       |
| 8    | 3       | 7    | Luca De Tullio        | Itália        | 7:51.60 |       |
| 9    | 3       | 1    | Joris Bouchaut        | França        | 7:51.63 | Q     |
| 10   | 2       | 2    | Victor Johansson      | Suécia        | 7:52.48 | Q     |
| 11   | 2       | 1    | Dimitrios Markos      | Grécia        | 7:52.60 |       |
| 12   | 2       | 6    | Henrik Christiansen   | Noruega       | 7:53.82 |       |
| 13   | 3       | 2    | Oliver Klemet         | Alemanha      | 7:59.24 |       |
| 14   | 2       | 0    | Carlos Garach         | Espanha       | 7:59.31 |       |
| 15   | 3       | 0    | Krzysztof Chmielewski | Polónia       | 7:59.50 |       |
| 16   | 2       | 8    | Kieran Bird           | Reino Unido   | 8:04.48 |       |
| 17   | 3       | 8    | Bar Soloveychik       | Israel        | 8:05.71 |       |
| 18   | 1       | 5    | Yoav Romano           | Israel        | 8:11.02 |       |
| 19   | 1       | 4    | Liam Custer           | Irlanda       | 8:15.09 |       |
| 20   | 3       | 9    | Yordan Yanchev        | Bulgária      | 8:15.39 |       |
| 21   | 2       | 7    | Jon Jøntvedt          | Noruega       | 8:20.88 |       |
| 22   | 1       | 3    | Franc Aleksi          | Albânia       | DNS     | DNS   |

### Final
Esse foi o resultado da final. 
| Pos.              | Raia | Nadador              | Nacionalidade | Tempo   | Notas                 |
| ----------------- | ---- | -------------------- | ------------- | ------- | --------------------- |
| Medalha de ouro   | 3    | Gregorio Paltrinieri | Itália        | 7:40.86 | Recorde do campeonato |
| Medalha de prata  | 5    | Lukas Märtens        | Alemanha      | 7:42.65 |                       |
| Medalha de bronze | 6    | Lorenzo Galossi      | Itália        | 7:43.37 | WJ                    |
| 4                 | 4    | Mykhailo Romanchuk   | Ucrânia       | 7:45.03 |                       |
| 5                 | 7    | Sven Schwarz         | Alemanha      | 7:47.36 |                       |
| 6                 | 2    | Damien Joly          | França        | 7:48.82 |                       |
| 7                 | 1    | Joris Bouchaut       | França        | 7:50.69 |                       |
| 8                 | 8    | Victor Johansson     | Suécia        | 7:54.51 |                       |

Legenda
| Recorde mundial       | Recorde mundial (World record)               |                       | Recorde africano                      | Recorde africano (African) |                                           | Q | Classificado por posição (Qualified) |
| Recorde do campeonato | Recorde do campeonato (Championship record)  | Recorde da América    | Recorde da América (Americas)         | q                          | Classificado por melhor tempo (Qualified) |   |                                      |
| Melhor marca do ano   | Melhor marca do ano (World leading)          | Recorde asiático      | Recorde asiático (Asian)              | DNS                        | Não largou (Did not start)                |   |                                      |
| Recorde nacional      | Recorde nacional (National record)           | Recorde europeu       | Recorde europeu (European)            | DNF                        | Não terminou (Did not finish)             |   |                                      |
| Recorde pessoal       | Recorde pessoal do atleta (Personal best)    | Recorde da Oceania    | Recorde da Oceania (Oceania)          | DSQ / DQ                   | Desclassificado (Disqualified)            |   |                                      |
| Recorde da temporada  | Recorde da temporada do atleta (Season best) | Recorde sul-americano | Recorde sul-americano (South America) | NM                         | Sem marca (No mark)                       |   |                                      |